# Rute
Rute là một đô thị trong tỉnh Córdoba, Andalusia, Tây Ban Nha.